# Ramiro de Pamplona
Ramiro de Pamplona o Ramiro Garcés (fallecido en Rueda de Jalón el 6 de enero de 1083) fue un noble, infante de Pamplona, perteneciente a la familia real, señor de Calahorra, de Torrecilla en Cameros y de Ribafrecha y sus villas.
Hijo del rey García Sánchez III de Pamplona y de su esposa Estefanía y por tanto, hermano de Sancho Garcés IV de Pamplona.
Murió en 1083 o 1084, tras ser traicionado junto a otros caballeros cuando intentaba parlamentar para conseguir la rendición del Castillo de Rueda de Jalón para el rey Alfonso VI de León.